# Zbiornik magmowy
Zbiornik magmowy – wielkie nagromadzenie magmy w obrębie skorupy ziemskiej. Może być on tożsamy z ogniskiem magmowym (miejsce powstania magmy), ale może też tworzyć się później, już w trakcie migracji istniejącej magmy.